# Verenigde Bloemenveilingen Aalsmeer

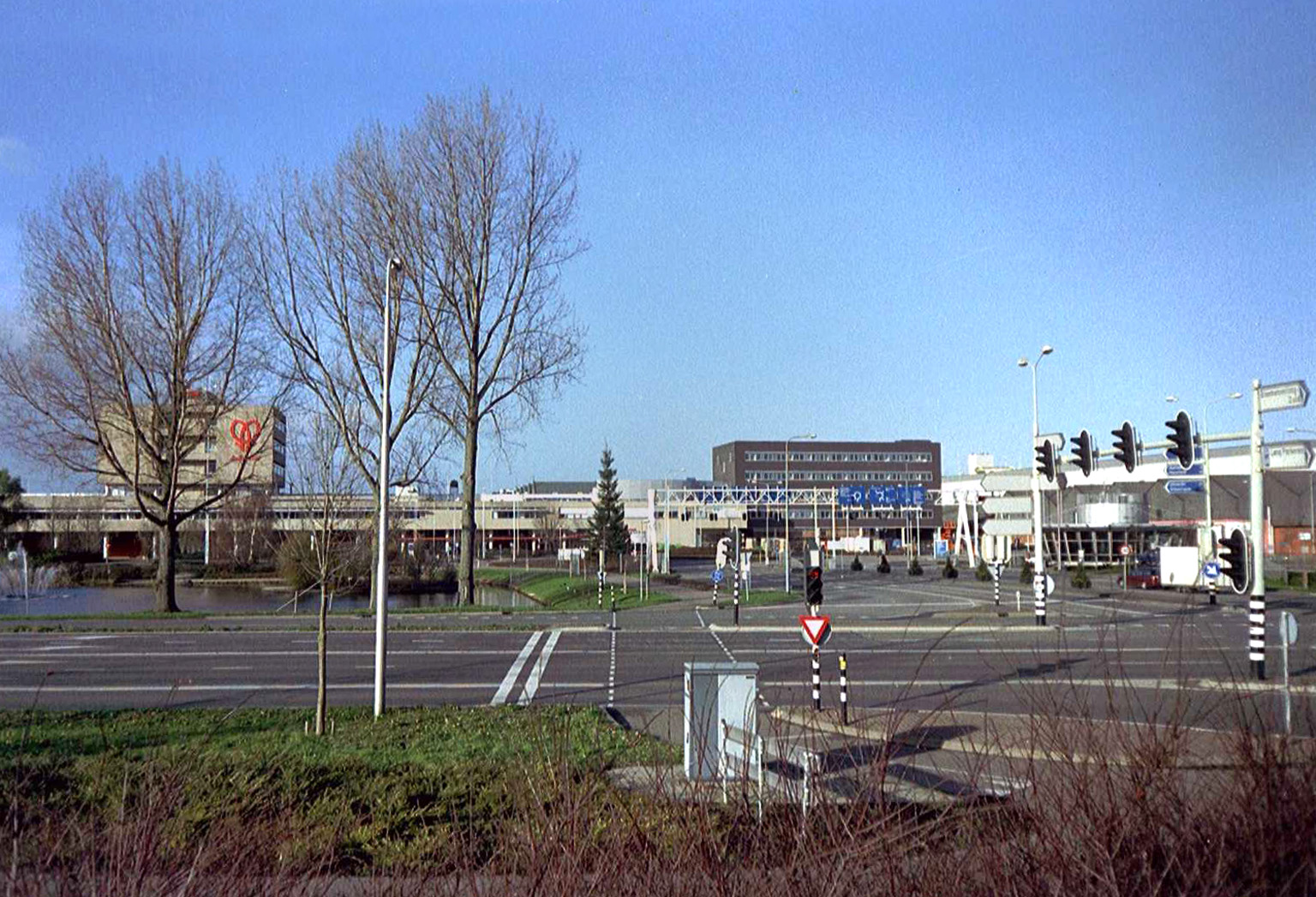
Einfahrt zur Bloemenveiling Aalsmeer; am Gebäude links ist das rote Logo der VBA zu erkennen

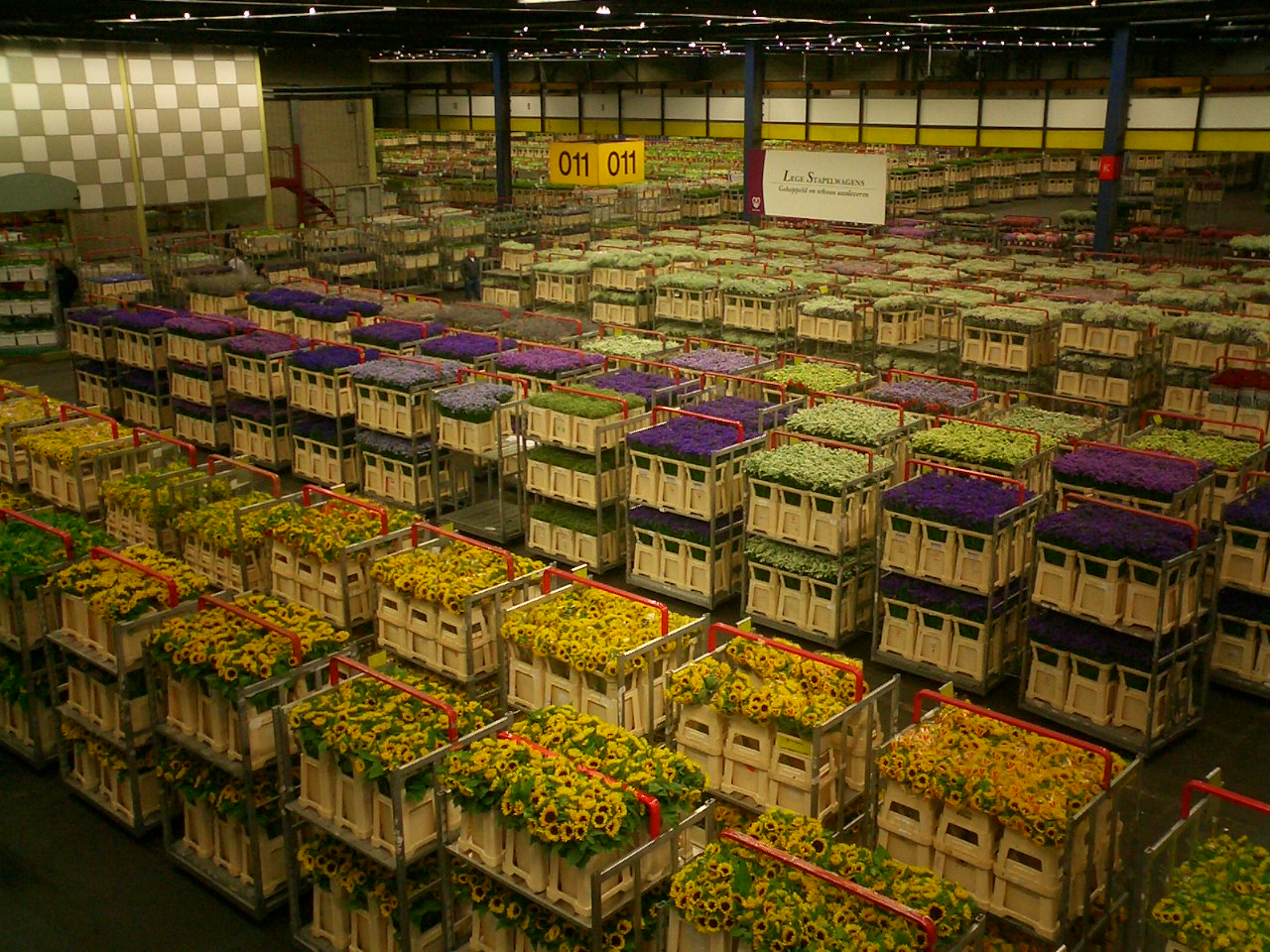
Bloemenveiling Aalsmeer

Die Coöperatieve Vereniging „Verenigde Bloemenveilingen Aalsmeer“ (VBA) U.A. (kurz Bloemenveiling Aalsmeer genannt) war bis zur Fusion mit FloraHolland die weltgrößte Versteigerungsorganisation für Blumen. Der Umsatz des 1975 ursprünglich von Fliederzüchtern der Aalsmeer vorgelagerten Inselgruppe Westeinderplassen auf damals gut 400.000 m² Fläche gegründeten und genossenschaftlich organisierten Unternehmens betrug 2006 über 1,75 Milliarden Euro. Mehr als 5 Milliarden Blumen und Zierpflanzen wurden jährlich in Aalsmeer umgesetzt (also mehr als 21 Millionen Stück täglich, davon 19 Millionen Zimmerpflanzen). Die etwa 7000 anliefernden Gartenbaubetriebe kamen vor allem aus den Niederlanden, doch ebenso aus entfernten Staaten wie Kenia, Israel, Simbabwe, Uganda und Ecuador. Die angebotenen Blumen und Pflanzen wurden von über 1000 Großhändlern aus der ganzen Welt (schwerpunktmäßig aus Deutschland, dem Vereinigten Königreich, Frankreich, Italien und Belgien) eingekauft. 
Das Versteigerungsgelände hat eine überdachte Fläche von rund 86 ha (inklusive Freigelände 1,9 ha) und ist damit der einer der größten überdachten Handelskomplexe der Welt. Bei der Bloemenveiling Aalsmeer waren mehr als 1800 Mitarbeiter beschäftigt. 
Im September 2007 wurde eine Fusion mit dem ebenfalls niederländischen Versteigerungsunternehmen FloraHolland (Coöperatieve Bloemenveiling FloraHolland U.A.) mit Wirkung zum 1. Januar 2008 beschlossen, unter Übernahme der Firmierung FloraHolland.
Koordinaten: 52° 15′ 39,8″ N, 4° 46′ 56″ O